# حیدر علی‌اف
حیدر علی رضا اوغلی علی‌اف (ترکی آذربایجانی: Heydər Əlirza oğlu Əliyev؛ ۱۰ مه ۱۹۲۳ – ۱۲ دسامبر ۲۰۰۳) سیاستمدار جمهوری آذربایجان بود. از سال ۱۹۹۳ تا ۲۰۰۳ میلادی عنوان ریاست جمهوری آذربایجان را بعهده داشت. وی صاحب عنوان رسمی «رهبر بزرگ» و «رهبر ملی مردم آذربایجان» است. قبل از او ابوالفضل ایلچی‌بیگ و پس از او پسرش الهام علی‌اف رئیس‌جمهور جمهوری آذربایجان است.

## ابتدای زندگی و تحصیلات
حیدر علی‌اف فرزند علیرضا در تاریخ ۱۰ مه سال ۱۹۲۳ در شهر نخجوان در یک خانواده کارگری متولد شد. . وی در سال ۱۹۳۹ پس از پایان تحصیلات متوسطه در دانشسرای تربیت معلم نخجوان، وارد رشته معماری دانشگاه صنعت آذربایجان ("آکادمی دولتی نفت آذربایجان" کنونی) شد؛ اما به دلیل آغاز جنگ، او موفق به اتمام تحصیل نگردید. حیدر علی اف در اکتبر سال ۱۹۸۷ به نشانه اعتراض به خط مشی سیاسی دفتر سیاسی کمیته مرکزی حزب کمونیست اتحاد جماهیر شوروی و شخص میخائیل گورباچف دبیرکل آن کمیته، از سمتهای خود استعفا کرد.

«دیوید رمنیک» در فصل دوازدهم کتاب خود «آرامگاه لنین: آخرین روزهای امپراتوری شوروی» (به انگلیسی: Lenin's tomb: the last days of the Soviet Empire)، که برنده جایزه پولیتزر نیز شده است، با اشاره به ملاقات خود با حیدر علی‌اف در سال ۱۳۶۸، و قبل از فروپاشی شوروی، می‌نویسد:
«هنگامی که علی‌اف، مرد جوانی بود به یک تجاوز جنسی متهم شد و این امر بلندپروازی او را در معرض مخاطره قرار داد. در جلسه محاکمه انضباطی تنها با اختلاف یک رای از مجازات اخراج از حزب (کمونیست) نجات پیدا کرد. البته پس از آن دیگر هیچ رسیدگی و بررسی «قانونی» در کار نبود. همه چیز در داوری حزب خلاصه می‌شد. در سال ۱۹۶۹ علی‌اف که رئیس کا.گ. ب جمهوری آذربایجان بود یک «جنگ صلیبی علیه فساد» به راه انداخت، هدف او از این مبارزه تنها تصفیه دشمنان و بالاکشیدن خود و دودمانش بود که شکوهمندانه موفق شد. علی‌اف از زمانی که به ریاست حزب (کمونیست) در جمهوری (آذربایجان) منصوب شد همان گونه که خانواده گامبینو، بندر نیویورک را اداره می‌کردند بر آذربایجان حکومت کرد. مافیای خاویار دریای خزر، مافیای نفت سومگایت، مافیای میوه و سبزیجات، مافیای نخ و نساجی، مافیای حمل و نقل و گمرک همگی تحت نظر او بودند. او را ثروتمند کردند و به پرستش او پرداختند. علی اف حتی سلطه خود را بر حیات فرهنگی جمهوری نیز اعمال کرد. بستگان خویش را به ریاست انستیتوها و بخش‌های گوناگون علمی گماشت و آنها را قادر ساخت ده‌ها هزار روبل به پژوهشگرانی که سرگرم تحقیقات هدفمند بودند، بپردازد (...) علی‌اف مانند سایرین این نکته را بخوبی دریافت که تحت حکمروایی برژنف (رهبر وقت شوروی) تنها ضرورت واقعی برای ثبات و پابرجا بودن، چرب‌کردن سبیل سرکرده کل است. برای خرسندی و رضایت خاطر لئونید ایلیچ (برژنف) نیازی به سعادتمندی حقیقی یا خوشبختی واقعی مردم نبود. آنچه را که او لازم داشت تنها گزارش‌هایی در این موارد بود. همان اندازه که بوسیله گزارش‌هایی که روی میزش قرار می‌گرفتند از موفقیت‌های بی‌سابقه و انجام فراتر از انتظار طرح آگاه می‌شد، خرسندی خاطرش فراهم می‌گردید (...) هنگامی که در سال ۱۹۷۸ برژنف به باکو رفت، علی‌اف به عنوان هدیه یک حلقه انگشتری طلا مزین به تک‌نگین بزرگ الماس، یک قطعه فرش نفیس دستباف بسیار بزرگ که به سختی در سالن غذاخوری قطار جای گرفت، و پرتره ای از دبیرکل که اطراف آن با سنگ‌های نادر و گران‌بها تزیین شده بود، تقدیم کرد. در سال ۱۹۸۲ که برژنف یک دیدار رسمی از آذربایجان داشت، علی‌اف برای اقامت او کاخ بزرگی بنا کرد که در عظمت و شکوه چیزی از مرکز کندی واشینگتن کم نداشت. دبیرکل فقط دو شب در آن کاخ خوابید و سپس درهای آن بسته شد و اصلاً مورد استفاده قرار نگرفت. برای گرامیداشت همین دیدار، علی‌اف حلقه انگشتری دیگری تقدیم کرد که بهتر از هر نقشه جغرافیایی، نماد جهان‌بینی کرملین بود. روی این حلقه یک جواهر بزرگ به نشانه خورشید شاه، برژنف، قرار داشت که در اطراف آن پانزده قطعه جواهر کوچکتر هر کدام به نشانه یکی از جمهوری‌ها کار گذاشته شده بود …»

## رئیس‌جمهوری حیدر علی‌اف
در ماه‌های مه و ژوئن سال ۱۹۹۳ با پیدایش خطر جنگ داخلی و از دست رفتن استقلال کشور بخاطر تشدید کامل بحران حکومتی، مردم آذربایجان با اصرار خواستار روی کار آمدن حیدر علی اف شد. رهبران وقت آذربایجان ناگزیر رسماً از حیدر علی اف به باکو دعوت کردند. حیدر علی اف در تاریخ ۱۵ ژوئن سال ۱۹۹۳ رئیس شورای عالی آذربایجان انتخاب و به موجب مصوبه مورخ ۲۴ ژوئیه مجلس ملی، کفیل رئیس‌جمهوری آذربایجان شد. حیدر علی اف در روز سوم اکتبر با دستیابی به آراء عمومی مردم، به مقام ریاست جمهوری آذربایجان انتخاب شد. او، در انتخابات ریاست جمهوری مورخ ۱۱ اکتبر که با حضور گسترده مردم برگزار می‌گردید، با کسب ۷۶٫۱ درصد آراء، مجدداً رئیس‌جمهوری آذربایجان انتخاب شد. حیدر علی‌اف که، با طرح کاندیداتوری وی جهت شرکت در انتخابات ریاست جمهوری ۱۵ اکتبر سال ۲۰۰۳ اعلام موافقت کرده بود، به‌علت بروز مشکلاتی در وضع جسمانی از شرکت در این انتخابات خودداری نمود.
علی مطهری، به نقل از هاشمی رفسنجانی می‌گوید پس از فروپاشی شوروی، حیدر علی اف پیشنهاد الحاق آذربایجان به ایران را داده است که آن زمان هاشمی رفسنجانی رد کرده است.

## مرگ
حیدر علی‌اف در ۱۲ دسامبر ۲۰۰۳، در سن ۸۰ سالگی در یک بیمارستان در کلیولند آمریکا درگذشت.

## پست‌ها و سمت‌ها
- از سال ۱۹۴۱ مسئول بخش اشتغال کمیساریای خلق امور داخلی جمهوری خودمختار سوسیالیستی شوروی نخجوان
- سال ۱۹۴۴ استخدام در ارگان امنیت دولتی
- سال ۱۹۶۴ معاون رئیس کمیته دولتی امنیت وابسته به شورای وزیران جمهوری آذربایجان شوروی
- سال ۱۹۶۷ ریاست کمیته دولتی امنیت وابسته به شورای وزیران جمهوری آذربایجان شوروی
- ارتقا به درجه سرتیپی
- سال ۱۹۶۹ دبیرکل کمیته مرکزی حزب کمونیست آذربایجان
- سال ۱۹۸۲ عضویت در دفتر سیاسی کمیته مرکزی حزب کمونیست اتحاد شوروی
- سال ۱۹۸۲ معاون اول رئیس شورای وزیران اتحاد جماهیر شوروی و یکی از رهبران اتحاد جماهیر شوروی
- ۲۰ سال نماینده شورای عالی (مجلس) اتحاد جماهیر شوروی
- ۵ سال معاونت رئیس شورای عالی اتحاد جماهیر شوروی
- سال ۱۹۹۰ نماینده مردم در مجلس شورای عالی آذربایجان
- سالهای ۱۹۹۱ تا ۱۹۹۳ ریاست مجلس عالی جمهوری خودمختار نخجوان
- سال ۱۹۹۲ رئیس حزب آذربایجان نوین در شهر نخجوان
- سال ۱۹۹۳ معاونت رئیس شورای عالی جمهوری آذربایجان

## جوایز و افتخارات
- چهار بار مفتخر به دریافت نشان لنین و نشان ستاره سرخ
- دو بار عنوان قهرمان سوسیالیستی کار
- دارنده جوایز بین‌المللی، دکترای افتخاری دانشگاه‌های معتبر کشورهای مختلف